# Découvertes Gallimard
A Découvertes Gallimard (jelentése: Gallimard-felfedezések, Magyarországon: Kréta könyvek) több mint hétszáz kötetből álló enciklopédikus könyvsorozat. Teremtője Pierre Marchand (en). A sorozat első kötete 1986-ban jelent meg À la recherche de l’Égypte oubliée címen, ami után világsiker lett a többi kötet is. 1999. januári adatok szerint a sorozat köteteiből világszerte összesen több mint 20 millió példány fogyott, és legalább 24 nyelvre fordították le.

## Könyvek listája
A Kréta könyvek sorozat könyvek listája.
| Sorszám | Magyar cím                       | Francia cím                        | Szerző                                      | Fordító               | A megjelenés éve | ISBN            |
| ------- | -------------------------------- | ---------------------------------- | ------------------------------------------- | --------------------- | ---------------- | --------------- |
| 1.      | Mozart, az Isten kegyeltje       | Mozart : Aimé des dieux            | Michel Parouty                              | Veressné Deák Éva     | 1991             | ISBN 9637970339 |
| 2.      | A maják letűnt városai           | Les cités perdues des Mayas        | Claude-François Baudez (en), Sydney Picasso | Veressné Deák Éva     | 1991             | ISBN 9637970622 |
| 3.      | Galilei, a csillagok hírnöke     | Galilée : Le messager des étoiles  | Jean-Pierre Maury                           | Hamburger Klára       | 1991             | ISBN 9637970665 |
| 4.      | Az írás, az emberiség emlékezete | L’écriture, mémoire des hommes     | Georges Jean (en)                           | Lukács Katalin        | 1991             | ISBN 963797055X |
| 5.      | Az aranyláz                      | La fièvre de l’or                  | Michel Le Bris (fr)                         | Veressné Deák Éva     | 1992             | ISBN 9637737383 |
| 6.      | Pompeji, az eltemetett város     | Pompéi : La cité ensevelie         | Robert Étienne (en)                         | Pór Judit             | 1993             | ISBN 9637737537 |
| 7.      | Shakespeare, ahogy tetszik       | Shakespeare : Comme il vous plaira | François Laroque (en)                       | Bereczky Zs. Erzsébet | 1993             | ISBN 9638227354 |